# Wodnik Bydgoszcz
Bydgoski Klub Sportowy „Wodnik” – polski klub sportów wodnych istniejący w latach 1934-1939 i 1945-1949 w Bydgoszczy. 

## Historia
Prezesem i założycielem klubu był redaktor Dziennika Bydgoskiego Stanisław Strąbski, od 1935 prezes Pomorskiego Okręgowego Związku Kajakowego w Bydgoszczy. Klub posiadał sekcje: pływacką i kajakową, organizował imprezy Wpław przez Bydgoszcz, spływy kajakowe Brdą i inne wydarzenia sportowe. Z inicjatywy „Wodnika” zorganizowano w 1936 roku zawody o mistrzostwo Brdy na trasie Koronowo-Bydgoszcz. W 1937 stanęły w nich do współzawodnictwa 84 załogi z całego kraju. Z kolei w 1938 roku zorganizowano Międzynarodowy Spływ Kajakowy Brdą z Jeziora Charzykowskiego do Bydgoszczy. Klub rozwijał zarówno kajakarstwo regatowe, jak i turystyczne. Początkowo klub użytkował hangar kajakowy przy ul. Spichlernej, a w 1937 roku na terenie przyległym do KS Pocztowego PW zbudowano własną przystań na Brdzie.
Reaktywowany po II wojnie światowej klub, w 1946 zajął w konkurencji zespołowej trzecie miejsce podczas Kajakowych Mistrzostw Polski. W 1947 liczył 70 członków. W 1949 podczas reorganizacji sportu na wzór sowiecki, klub rozwiązano i wcielono do Zrzeszenia Sportowego Związkowiec (rozwiązany w 1950 i wcielony do ZS „Kolejarz”), potem ZS Ogniwo i ZS Sparta, której kontynuacją na gruncie bydgoskim od 1955 był KS Gwiazda. W barwach Ogniwa Bydgoszcz w latach 1954-1955 startowała Daniela Walkowiak, olimpijka z Melbourne 1956, gdzie zajęła 6. miejsce w wyścigu jedynek (K-1) na 500 m.